# Derrick Nsibambi
Derrick Paul Nsibambi (Kampala, 19 giugno 1994) è un calciatore ugandese, attaccante dell'U.R.A. e della nazionale ugandese.

## Carriera

### Club
Ha giocato nella prima divisione ugandese ed in quella egiziana.

### Nazionale
Nel 2019 viene convocato con la nazionale ugandese per la Coppa d'Africa.

## Palmarès

### Club

#### Competizioni nazionali
- Campionato ugandese: 3

Kampala City: 2014, 2016, 2017
- Coppa d'Uganda: 2

Kampala City: 2017, 2018

#### Competizioni internazionali
- Coppa Kagame Inter-Club: 1

Kampala City: 2019